# Area of Outstanding Natural Beauty

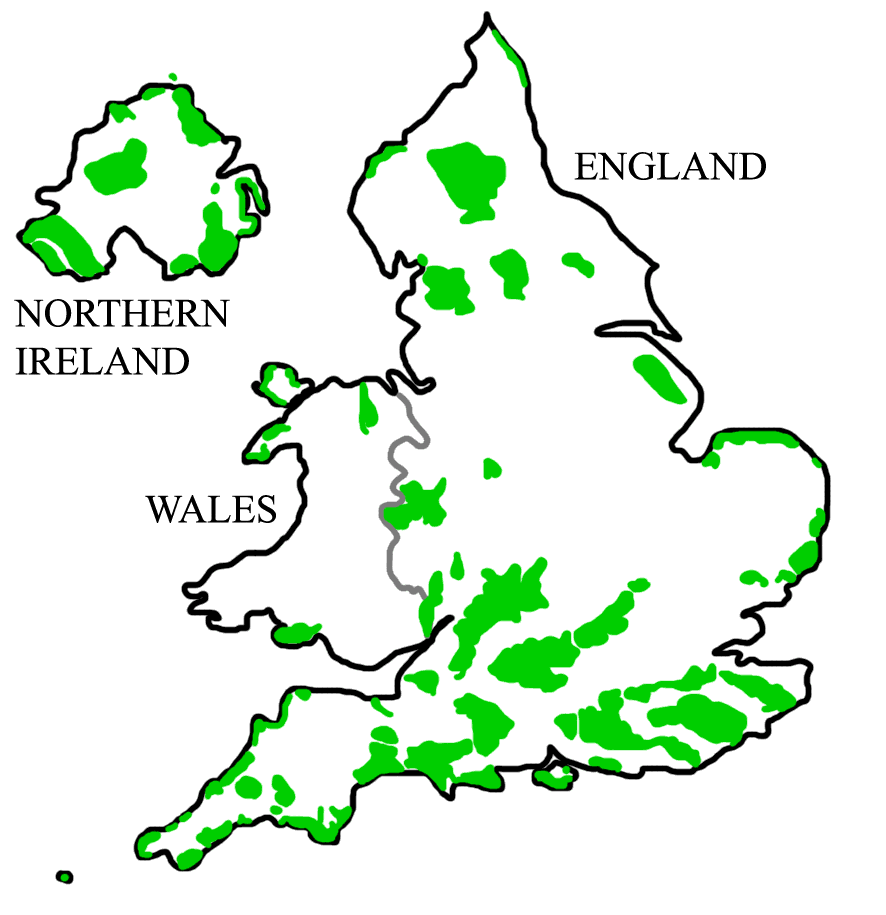
Mapa das "Áreas de Destacada Beleza Natural" do Reino Unido

No Reino Unido, uma Area of Outstanding Natural Beauty (com a sigla AONB, em galês:  Ardal o Harddwch Naturiol Eithriadol, Área de Destacada Beleza Natural) é uma distinção atribuída a zonas rurais situadas em Inglaterra, Gales ou Irlanda do Norte, cuja paisagem natural é de certa importância.
Eram antigamente designadas pela Countryside Agency e na atualidade, por Natural England, em nome do governo do Reino Unido; pela Countryside Council for Wales em nome da Welsh Assembly Government; e pelo Environment and Heritage Service em nome do Northern Ireland Executive.

## Lista das "Areas of Outstanding Natural Beauty"
A lista das "Areas of Outstanding Natural Beauty" inclui os seguintes locais:

### Inglaterra
| - Arnside and Silverdale - Blackdown Hills - Cannock Chase - Chichester Harbour - Chiltern Hills - Cornwall AONB - Bodmin Moor - Cotswolds - Cranborne Chase and West Wiltshire Downs - Dedham Vale - Dorset AONB - East Devon AONB - East Hampshire AONB | - Forest of Bowland - High Weald - Howardian Hills - Isle of Wight AONB - Isles of Scilly - Kent Downs - Lincolnshire Wolds - Malvern Hills - Mendip Hills - Nidderdale - Norfolk Coast AONB - North Devon Coast - North Pennines | - Northumberland Coast - North Wessex Downs - Quantock Hills - Shropshire Hills - Solway Coast - South Devon AONB - South Hampshire Coast - Suffolk Coast and Heaths - Surrey Hills - South Downs - Tamar Valley - Wye Valley (parcialmente em Gales) |

### Wales
- Anglesey
- Clwydian Range
- Península de Gower
- Península de Llŷn
- Wye Valley (parcialmente em Inglaterra)

### Irlanda do Norte
- Antrim Coast and Glens
- Causeway Coast
- Lagan Valley
- Lecale Coast AONB
- Mountains of Mourne
- North Derry
- Ring of Gullion
- Sperrins
- Strangford Lough